# Rajella annandalei
Rajella annandalei is een vissensoort uit de familie van de Rajidae. De wetenschappelijke naam van de soort is voor het eerst geldig gepubliceerd in 1913 door Weber.